# Machinefabriek Werklust
Machinefabriek Werklust is een bedrijf in de Nederlandse stad Apeldoorn dat shovels produceert.

## Geschiedenis

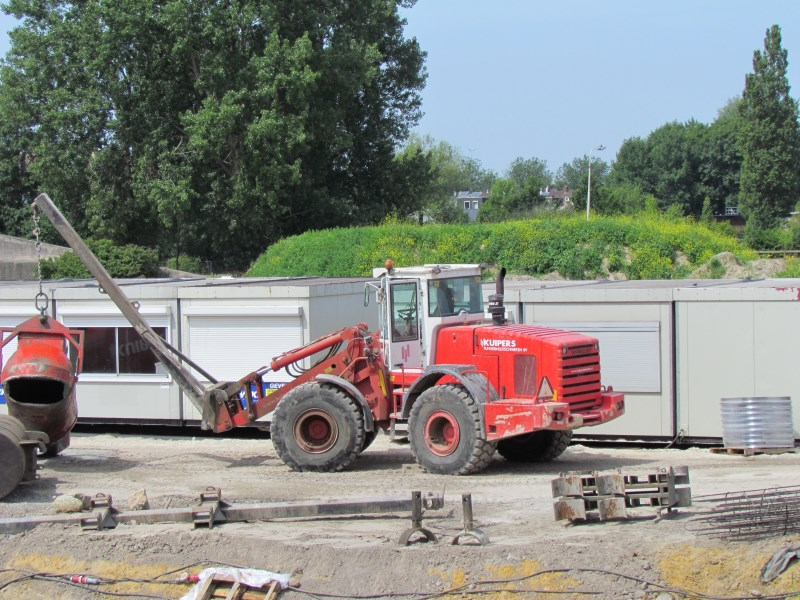
Werklust kniklader

In 1947 werd het bedrijf gestart door overname van een smederij te Vaassen die gespecialiseerd was in landbouwwerktuigen. Men bouwde aanvankelijk ook oude legervoertuigen om tot graafmachines door ze van een laadschop te voorzien. Ook landbouwtrekkers werden op deze manier tot graafmachines omgebouwd. Daarnaast werden aanvankelijk greppelploegen geproduceerd die door rupstrekkers werden voortbewogen. Deze typen machine hebben dienstgedaan tijdens de Zuiderzeewerken.
Het bedrijf breidde uit en in 1953 verhuisde het naar Apeldoorn, aanvankelijk gehuisvest in een leegstaande garage. Daar werd in 1957 een nieuw bedrijfspand aan het Kanaal Zuid betrokken. Daar werd gewerkt aan een geheel in eigen beheer gebouwde wiellader. Slechts enkele onderdelen waren afkomstig van oude legervoertuigen of werden van toeleveranciers betrokken. De motoren werden geleverd door DAF.
In 1970 volgde een kniklader, waarna een tijd van groei aanbrak. Men produceerde allerlei grondverzetmachines, pijpenleggers voor aardgasleidingen en draagvoertuigen voor landbouwmachines.
In de jaren 80 brak een recessie uit, waardoor de bouwsector goeddeels instortte en de vraag naar graafmachines afnam. Als gevolg hiervan ging het bedrijf failliet en aldus kwam het in handen van de Royal Begemann Group van Joep van den Nieuwenhuyzen. Sedertdien richtte Werklust zich meer en meer op de kernactiviteiten, namelijk de productie van shovels, en werd de eigen ontwikkeling van tal van componenten stopgezet. Het faillissement en de doorstart van DAF in 1996 leidde ertoe dat daar de productie van bepaalde typen motoren werd stopgezet, zodat deze van anderen betrokken moesten worden.
In 2008 werden nog shovels in de klasse van 11 tot 18 ton gebouwd.